# Silva (Lousame)
Silva (oficialmente, A Silva) es una aldea (Entidad singular de población) del municipio de Lousame en la provincia de la Coruña, España. Está situada en la parroquia de Lousame. Es un asentamiento rural y disperso según el INE. Está situada a dos kilómetros de la capital municipal a 89 metros sobre el nivel del mar. Las localidades más cercanas son Aldeagrande de Lousame y Cruído. 

## Topónimo
El topónimo A Silva deriva directamente de la palabra latina silva que significa bosque. La silva es también la denominación gallega para la zarzamora (Rubus fruticosus), una planta muy común en Galicia. Es un topónimo y un apellido muy común en Galicia y Portugal. Dentro de la propia localidad encontramos diferentes topónimos como O camiño de Difuntos, A Cruz da Silva, O Leitón, O pozo do Leitón, O Muíño da Pesqueira, O Redullo o A Devesa.

## Historia
La edificación más antigua de la localidad data del año 1900. En el año 1974 se construyó el colegio CPI Cernadas de Castro que fue ampliado y reformado en el 1999 junto con la construcción de la piscina y el polideportivo municipal

## Demografía
En 2020 tenía una población de 18 habitantes (8 hombres y 10 mujeres) lo que supone un 1,76% de la población de la parroquia y un 0,55% del total municipal. En ese año era la Quincuagésimo octava localidad más poblada del municipio y la decimosexta de la parroquia. 
| Gráfica de evolución demográfica de A Silva entre 1991 y 2020 |
|                                                               |
| Población de derecho según el padrón municipal del INE        |

## Urbanismo
Tiene una extensión delimitada de aproximadamente 137.200 metros cuadrados. Está constituida por 9 viviendas unifamiliares. Además hay una nave de carácter industrial (Un aserradero actualmente en estado de abandono), el colegio CPI Cernadas de Castro, el polideportivo municipal, y dos campos de Fútbol. Debido a la baja densidad de edificación, carece de suelo consolidado, por lo tanto es un entidad singular de población conformada únicamente como un diseminado, con viviendas y construcciones dispersas y sin ningún núcleo dentro de ella. Esta localidad nace en el siglo XX y la mayor parte de las edificaciones son nuevas, por esta razón carece del núcleo compacto propio de las aldeas gallegas.

## Galería de imágenes

Imágenes de A Silva
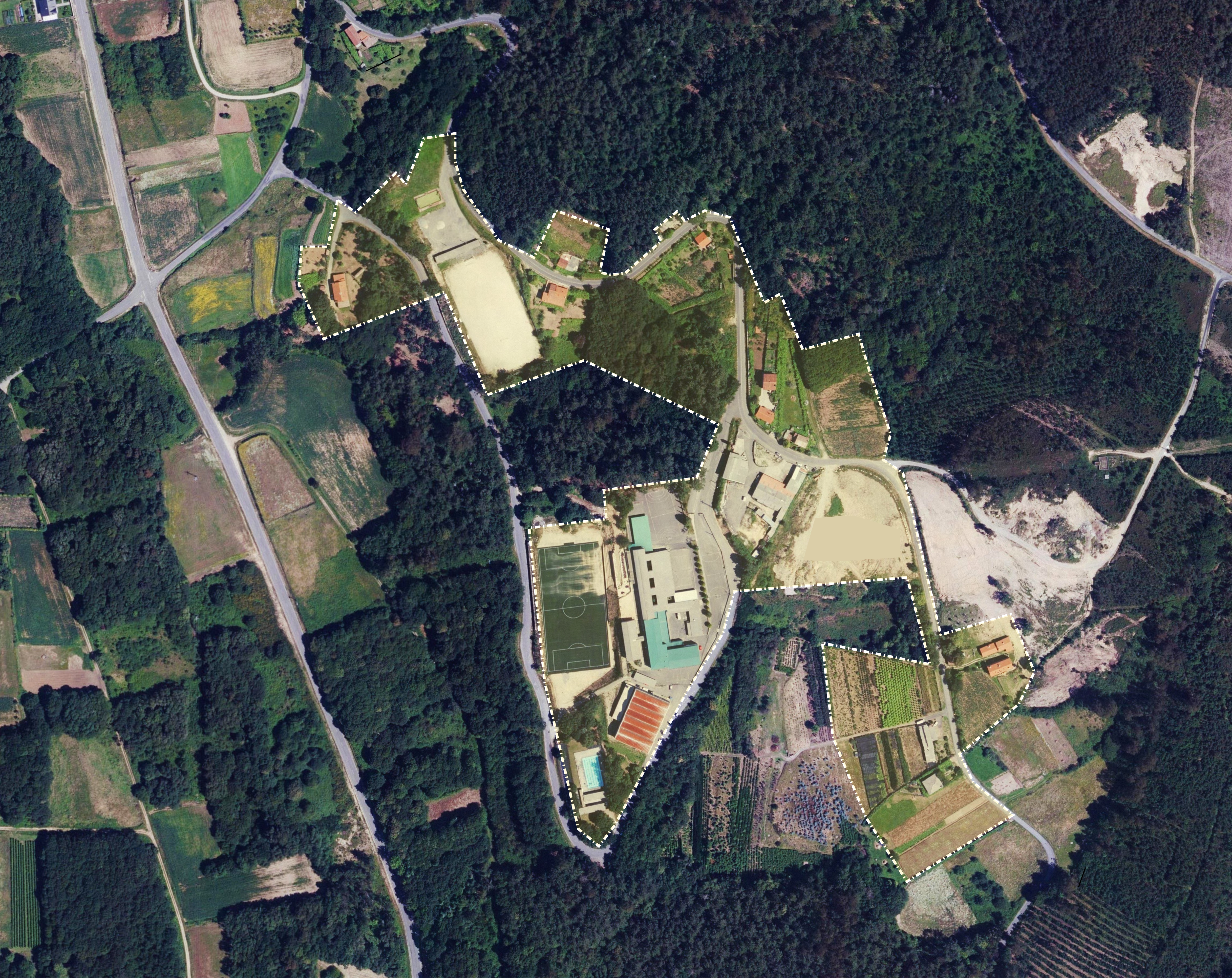
Ortofoto de 2014
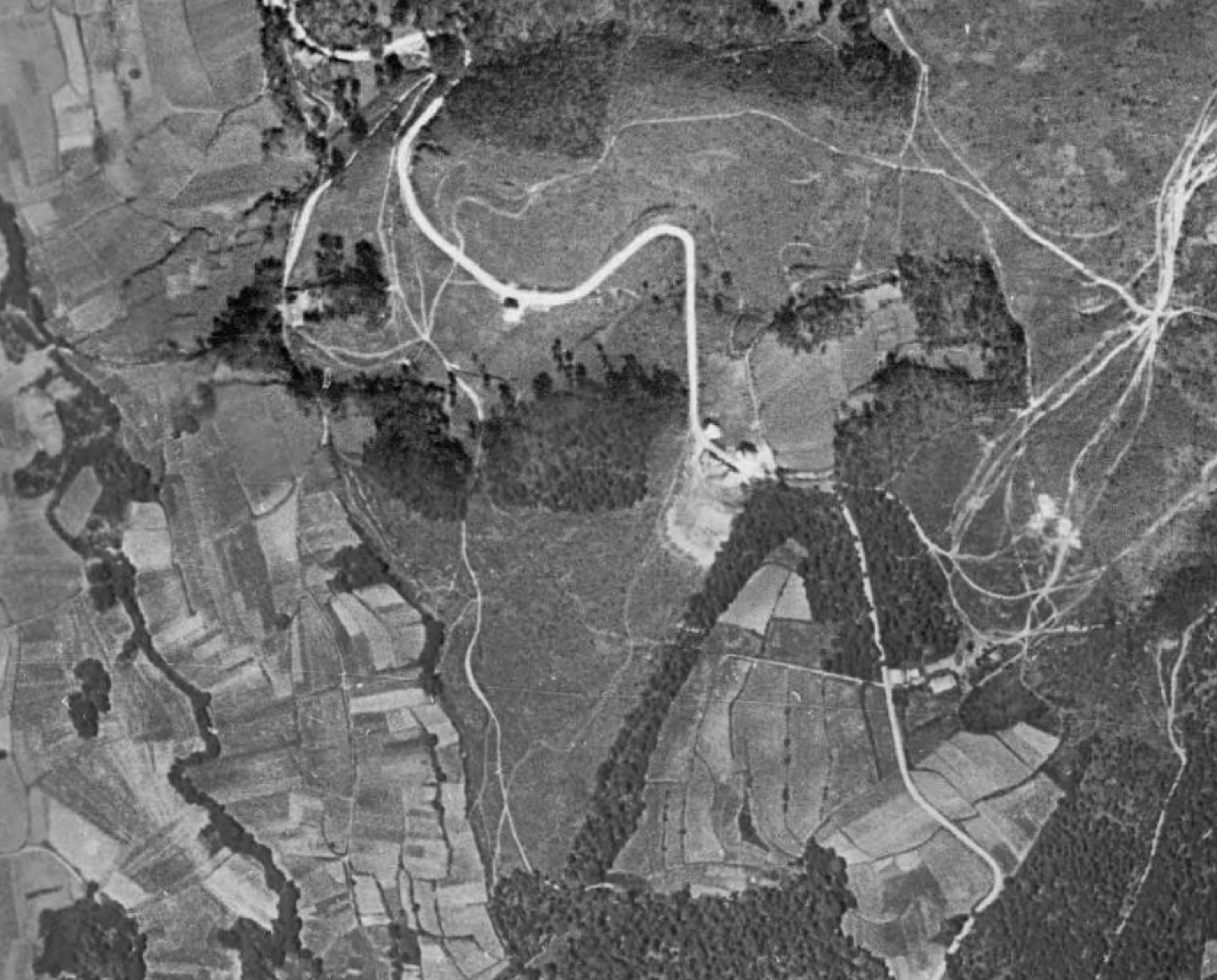
Imagen aérea de 1956
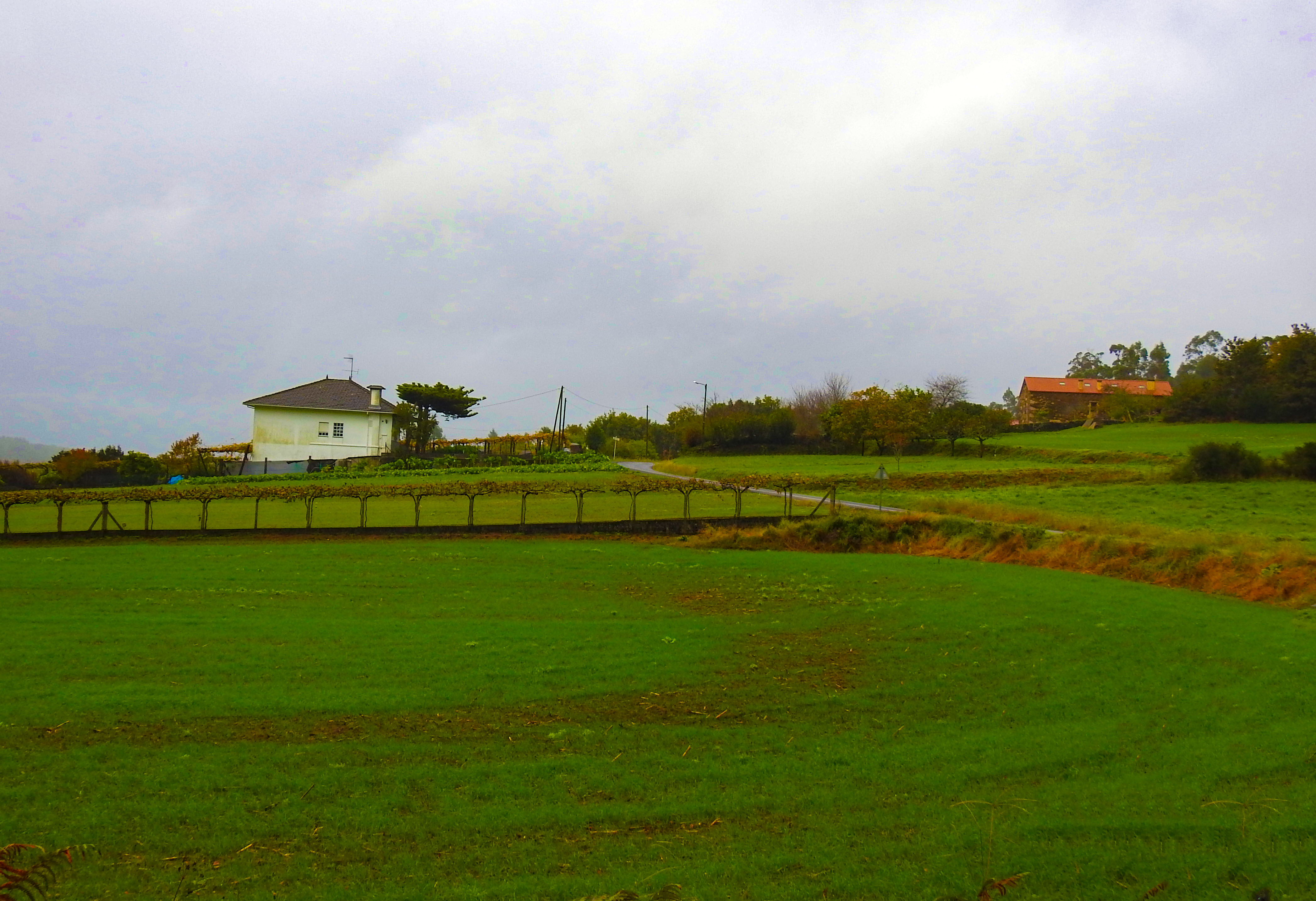
A Silva
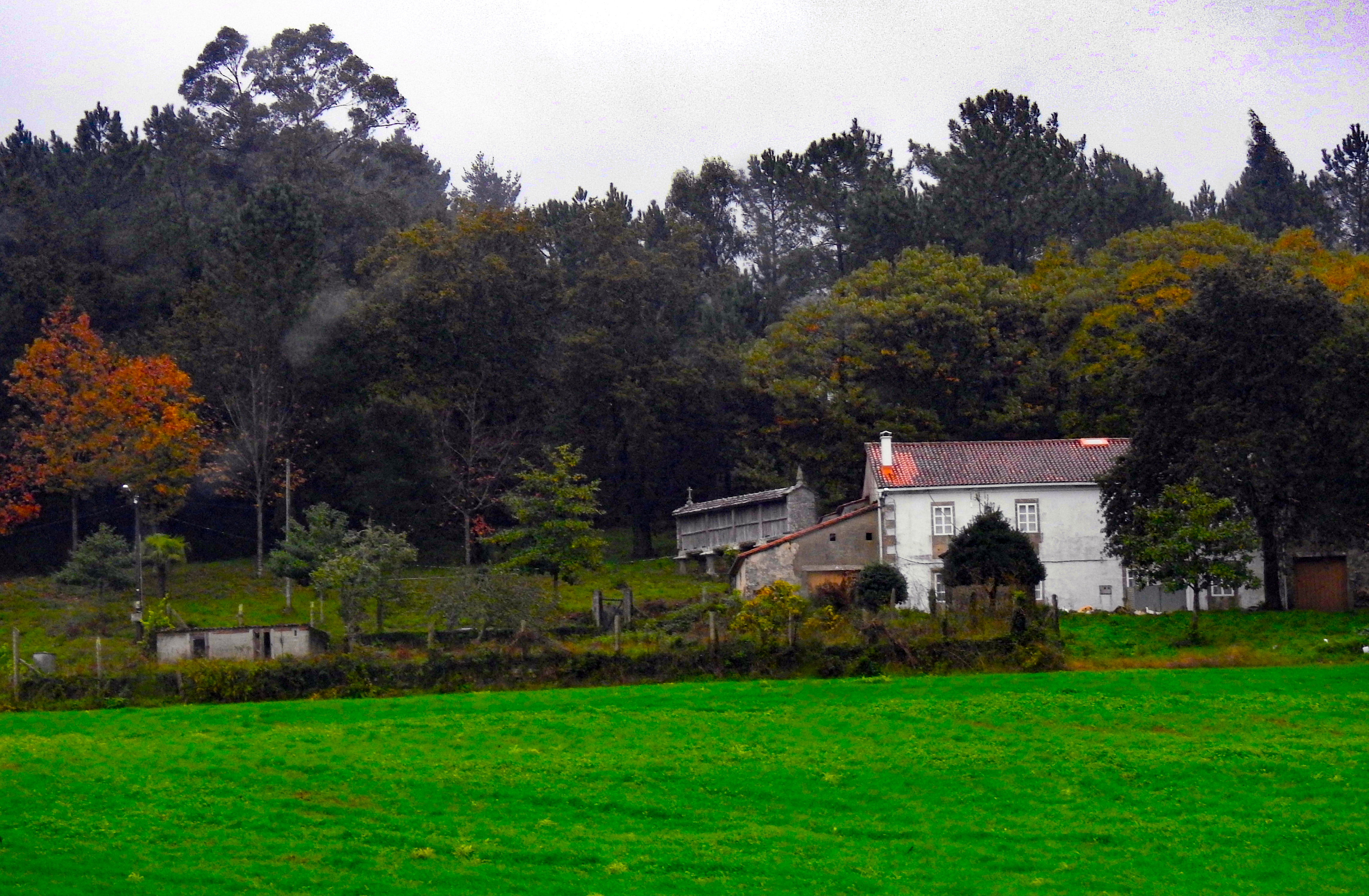
A Silva
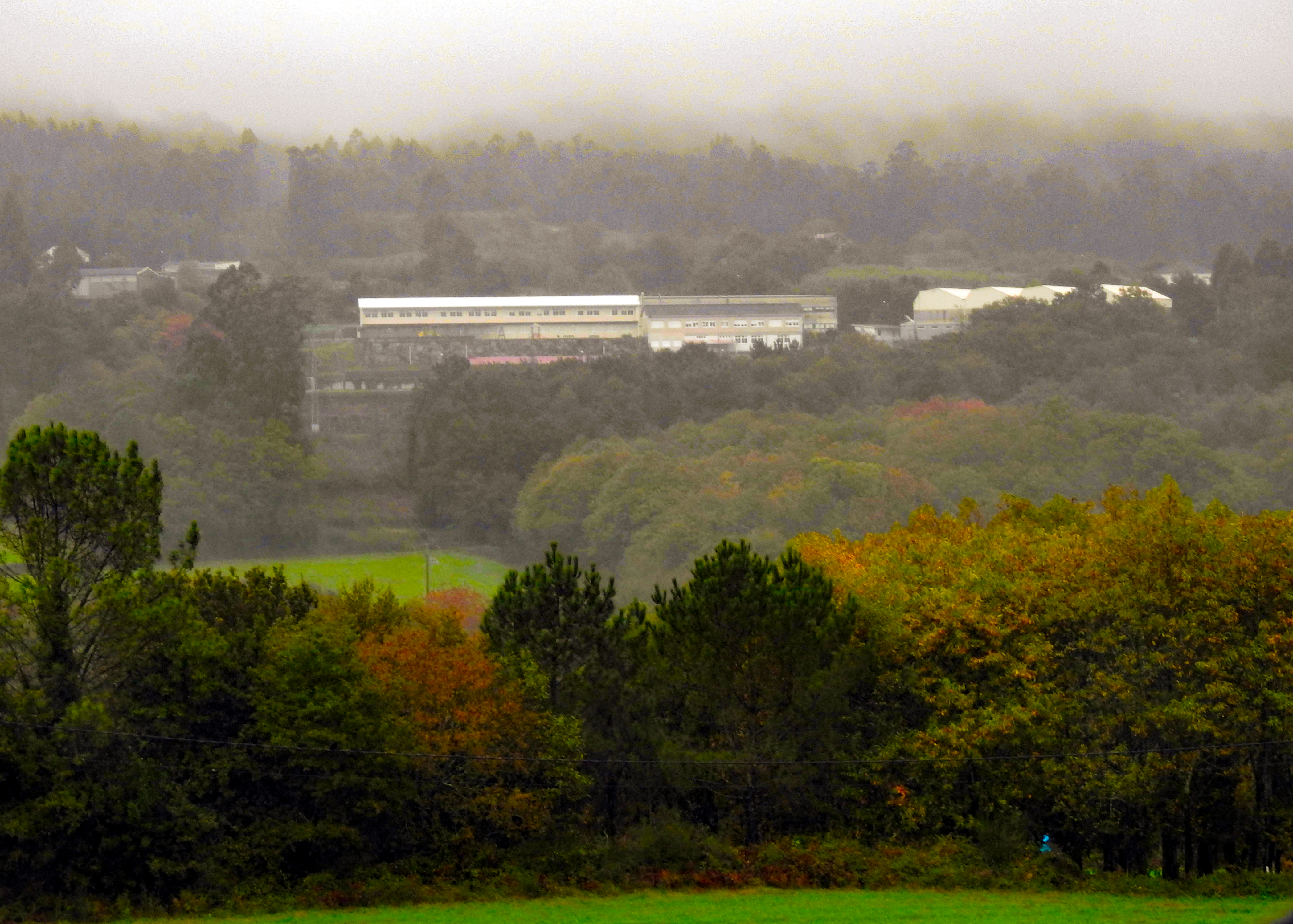
A Silva
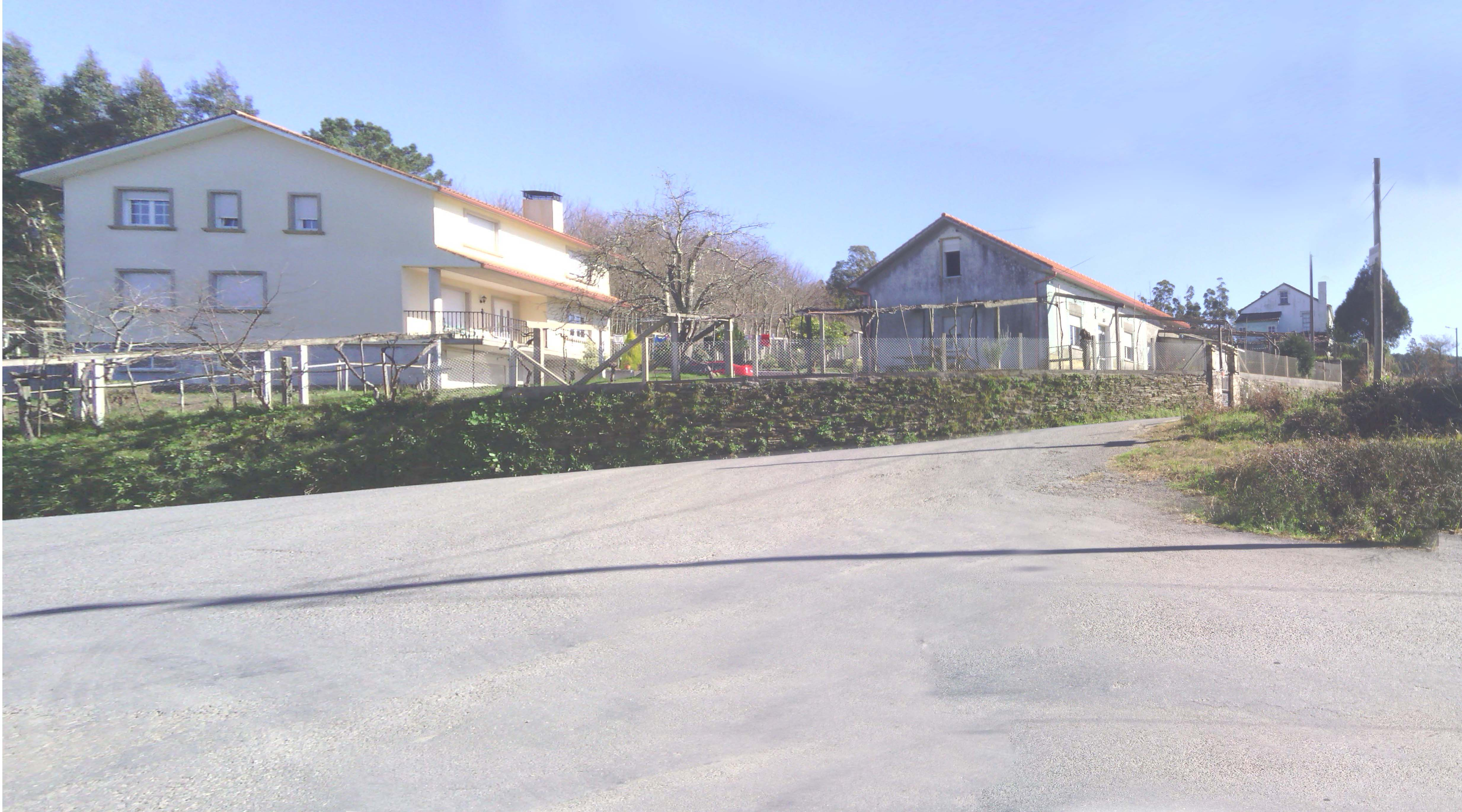
A Silva en 2012
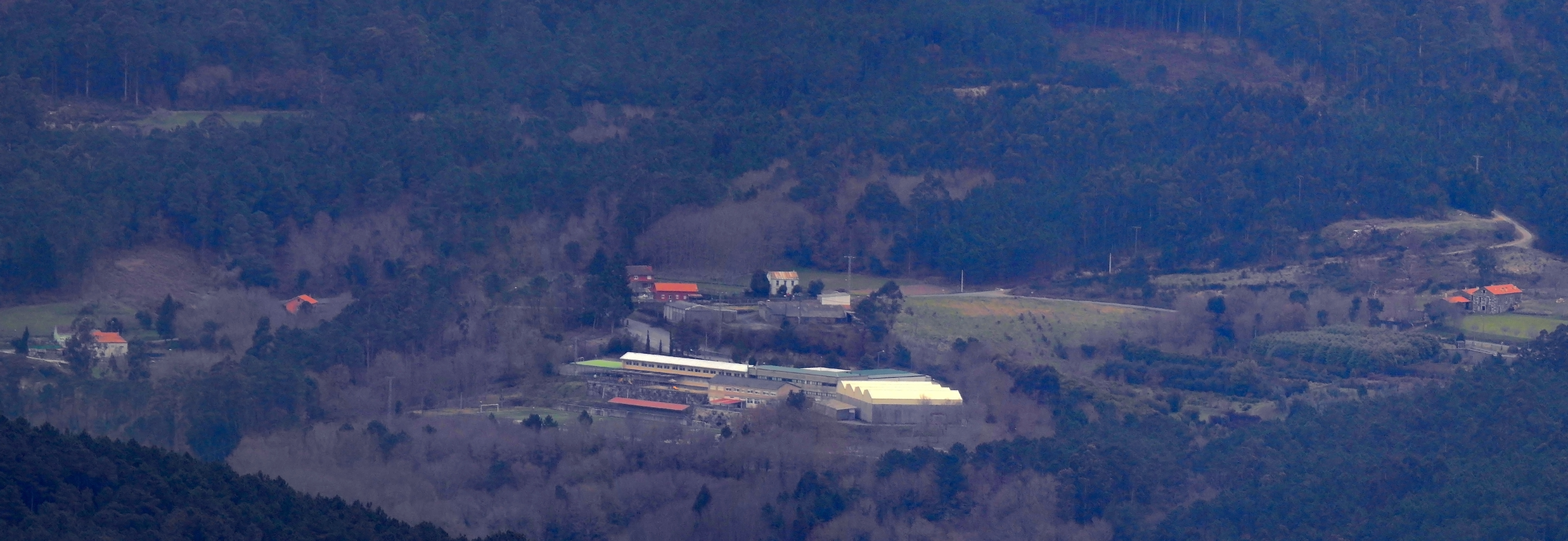
A Silva desde el monte Iroite

## referencias
1. ↑  «ORDEN de 4 de diciembre de 1996 por la que se determinan los nombres oficiales de los topónimos que se relacionan pertenecientes a los ayuntamientos de: Fene, Lousame, Miño y Monfero (provincia de A Coruña) y Ribadeo (provincia de Lugo).».
2. ↑  Ruiz, Francisco (18 de enero de 2012).  Alarcos Research Group, ed. «Población de España–datos y mapas» (Zip/Excel). Ciudad Real: Escuela Superior de Informática de la Universidad de Castilla-La Mancha. Consultado el 5 de julio de 2020.
3. ↑  https://www1.sedecatastro.gob.es/CYCBienInmueble/OVCConCiud.aspx?del=15&mun=43&UrbRus=U&RefC=001800600NH13E0001GP&Apenom=&esBice=&RCBice1=&RCBice2=&DenoBice=&from=nuevoVisor&ZV=NO

- Datos: Q5965249
- Multimedia: A Silva, Lousame, Lousame / Q5965249